# أوليفيا كولمان
سارة كارولين أوليفيا سينكلير (بالإنجليزية: Sarah Caroline Olivia Colman)، (الاسم عند الولادة: كولمان في 30 يناير 1974)، والمعروفة باسم أوليفيا كولمان، هي ممثلة إنجليزية الجنسية وحاصلة على رتبة الإمبراطورية البريطانية. حصلت على العديد من الجوائز، بما في ذلك جائزة الأوسكار وأربعة جوائز من الأكاديمية البريطانية للأفلام وثلاث جوائز غولدن غلوب وأربعة جوائز من السينما المستقلة البريطانية وجائزة نقابة ممثلي الشاشة و كأس فولبي لأفضل ممثلة وزمالة معهد الفيلم البريطاني.
تخرجت كولمان من مدرسة بريستول أولد فيك المسرحية، وقد برزت لأول مرة من خلال عملها في التلفزيون. حققت نجاحًا في التمثيل بدور صوفي تشابمان في مسلسل الكوميديا بيب شو (2003-2015) على القناة الرابعة البريطانية. شملت أدوارها الكوميدية الأخرى في التلفزيون، جناح أخضر (2004-2006) وتلك النظرة لميتشل وويب (2006-2008) وأناس جميلون (2008-2009) وريـڤ (2010-2014) وأزهار (2016-2018). حصلت كولمان على جائزة الأكاديمية البريطانية للتليفزيون لأفضل أداء كوميدي عن سلسلة الكوميديا عشرون اثنتا عشر (2011-2012)، وأفضل ممثلة مساعدة عن دورها في سلسلة جرائم الأنتولوجيا المتهم (2012)، وأفضل ممثلة عن سلسلة مسلسلات الجريمة الكنيسة الكبيرة (2013–2017) التي عُرضت على آي تي في. فازت بجائزة غولدن غلوب لأفضل ممثلة مساعدة في مسلسل الإثارة مدير الليل (2016)  ورُشحت لجائزة برايم تايم إيمي. رُشحت كولمان أيضًا لجائزة برايم تايم إيمي على أدائها في سلسلة الكوميديا فليباغ (2016-2019) لأفضل ممثلة مساعدة. لعبت في عام 2019، دور الملكة إليزابيث الثانية في المسلسل الدرامي على نيتفلكس التاج، وحصلت على جائزة غولدن غلوب لأفضل ممثلة -مسلسل تلفزيوني درامي.
مثّلت كولمان في العديد من الأفلام، منها دور دوريس ثاتشر في فيلم الزغب الساخن (2007) وهانا في تيرانوصور (2011) وكارول ثاتشر في المرأة الحديدية (2011) والملكة إليزابيث في هايد بارك أون هدسون (2012) وبيثان ماغوير في لوك (2013) ومارغريت ليا في فيلم الحكاية الثالثة عشرة (2013) ومديرة الفندق في جراد البحر (2015) وهيلديغارد شميت في جريمة في قطار الشرق السريع (2017). حصلت على إشادة من النقاد بتجسيدها الرائع لشخصية آن، ملكة بريطانيا العظمى في الفيلم الكوميدي الأسود المفضلة (2018) وفازت بالعديد من الجوائز، بما في ذلك جائزة الأوسكار لأفضل ممثلة، وجائزة جولدن جلوب لأفضل ممثلة - فيلم كوميدي أو موسيقي، وجائزة بافتا لأفضل ممثلة في دور رئيسي.

## حياتها المبكرة
وُلدت سارة كارولين أوليفيا كولمان في نورتش في 30 يناير 1974، وهي ابنة الممرضة ماري (اسم الولادة ليكي) والخبير القانوني كيث كولمان. حصلت على تعليم خاص في مدرسة نورتش الثانوية للبنات ومدرسة جريشام في هولت، نورفولك. كان دورها الأول في سن السادسة عشرة في الإنتاج المدرسي لجان برودي، في مسرحية ريعان شباب السيدة جان برودي. تذكر أن مهنة والدتها الجانبية المتمثلة في رقص الباليه، كانت بمثابة مصدر إلهامها لمتابعة عملها الفني بشكل احترافي. أمضت كولمان فترة دراستها في كلية هومرتون بكامبردج لدراسة التدريس الابتدائي، قبل توجهها لدراسة الدراما في مدرسة بريستول أولد فيك المسرحية، التي تخرجت منها في عام 1999. أجرت اختبارًا في النادي الدرامي فوتوجيتس خلال فترة وجودها بجامعة كامبريدج والتقت مع زميليها المستقبليين ديفيد ميتشل وروبرت ويب.
كانت كولمان موضوعًا في برنامج الأنساب بالمملكة المتحدة «من تظن نفسك؟» في يوليو 2018. على الرغم من توقعها أن يكون أصل شجرة عائلتها مرتبطًا بالأساس بنورفولك، إلا أنها اكتشفت أن جدها الرابع الأكبر، ريتشارد كامبل بازيت، وُلد في جزيرة سانت هيلينا وأنه عمل في لندن لصالح شركة الهند الشرقية. تزوج ابن بازيت، الجد الأكبر لكولمان، تشارلز بازيت، من هاريوت سيلور. اكتشف الباحثون في البرنامج أنها ولدت في مدينة كيشانجاني الهندية، وفقدت والدها البريطاني عندما كان عمرها ثلاث سنوات، ثم عادت إلى إنجلترا لوحدها. تكهنت الحلقة بإمكانية أن تكون والدة هاريوت هندية الجنسية، لكنها لم تقدم دليلًا ملموسًا؛ وبعد بث الحلقة، نشر مكتب بيركشاير للتسجيل وصية والدة هاريوت، والتي أثبتت أن اسمها كان سيرافينا دونكلير، والذي من الواضح أنه من أصل أوروبي، وأنها توفيت في عام 1810.

## أعمالها

### فيلم
| سنة  | عنوان                                                 | دور                       | ملاحظات             |
| ---- | ----------------------------------------------------- | ------------------------- | ------------------- |
| 2004 | Terkel in Trouble                                     | Terkel's Mother           | صوت; دبلة إنجليزية  |
| 2005 | Zemanovaload                                          | TV Producer               |                     |
| 2005 | One Day                                               | Ian's Mother              | فيلم قصير           |
| 2006 | Confetti                                              | Joanna Roberts            |                     |
| 2007 | الزغب الساخن                                          | PC Doris Thatcher         |                     |
| 2007 | Grow Your Own ‏                                        | أليس                      |                     |
| 2007 | I Could Never Be Your Woman                           | Hairdresser               |                     |
| 2007 | Dog Altogether                                        | Anita                     | فيلم قصير           |
| 2009 | Le Donk & Scor-zay-zee                                | Olivia                    |                     |
| 2011 | Tyrannosaur                                           | Hannah                    |                     |
| 2011 | آريتي المقترضة                                        | Homily                    | صوت; دبلجة بريطانية |
| 2011 | المرأة الحديدية                                       | كارول ثاتشر               |                     |
| 2012 | Hyde Park on Hudson                                   | إليزابيث باوز ليون        |                     |
| 2013 | أنا أعطيها عام                                        | ليندا                     |                     |
| 2013 | لوك                                                   | Bethan Maguire            | صوت                 |
| 2014 | Cuban Fury                                            | Sam Garrett               |                     |
| 2014 | Pudsey the Dog: The Movie                             | Nelly the Horse           | صوت                 |
| 2014 | توماس والأصدقاء                                       | ماريون                    | صوت; دبلجة إنجليزية |
| 2014 | The Karman Line                                       | ساره                      |                     |
| 2015 | جراد البحر                                            | مُديرة الفندق              |                     |
| 2015 | Thomas & Friends: Sodor's Legend of the Lost Treasure | Marion                    | صوت; دبلة إنجليزية  |
| 2015 | طريق لندن                                             | Julie                     |                     |
| 2017 | جريمة في قطار الشرق السريع                            | هيلديغارد شميت            |                     |
| 2018 | المفضل                                                | آن (ملكة بريطانيا العظمى) |                     |
| 2018 | 2019                                                  | Them That Follow          | Hope                |

## وصلات خارجية
- أوليفيا كولمان على موقع IMDb (الإنجليزية)
- أوليفيا كولمان على موقع روتن توميتوز (الإنجليزية)
- أوليفيا كولمان على موقع مونزينجر (الألمانية)
- أوليفيا كولمان على موقع ألو سيني (الفرنسية)
- أوليفيا كولمان على موقع ميوزك برينز (الإنجليزية)
- أوليفيا كولمان على موقع أول موفي (الإنجليزية)
- أوليفيا كولمان على موقع قاعدة بيانات الأفلام السويدية (السويدية)
- أوليفيا كولمان على موقع إن إن دي بي (الإنجليزية)
- أوليفيا كولمان على موقع ديسكوغز (الإنجليزية)
- أوليفيا كولمان على موقع قاعدة بيانات الفيلم (الإنجليزية)